# أوركسترا

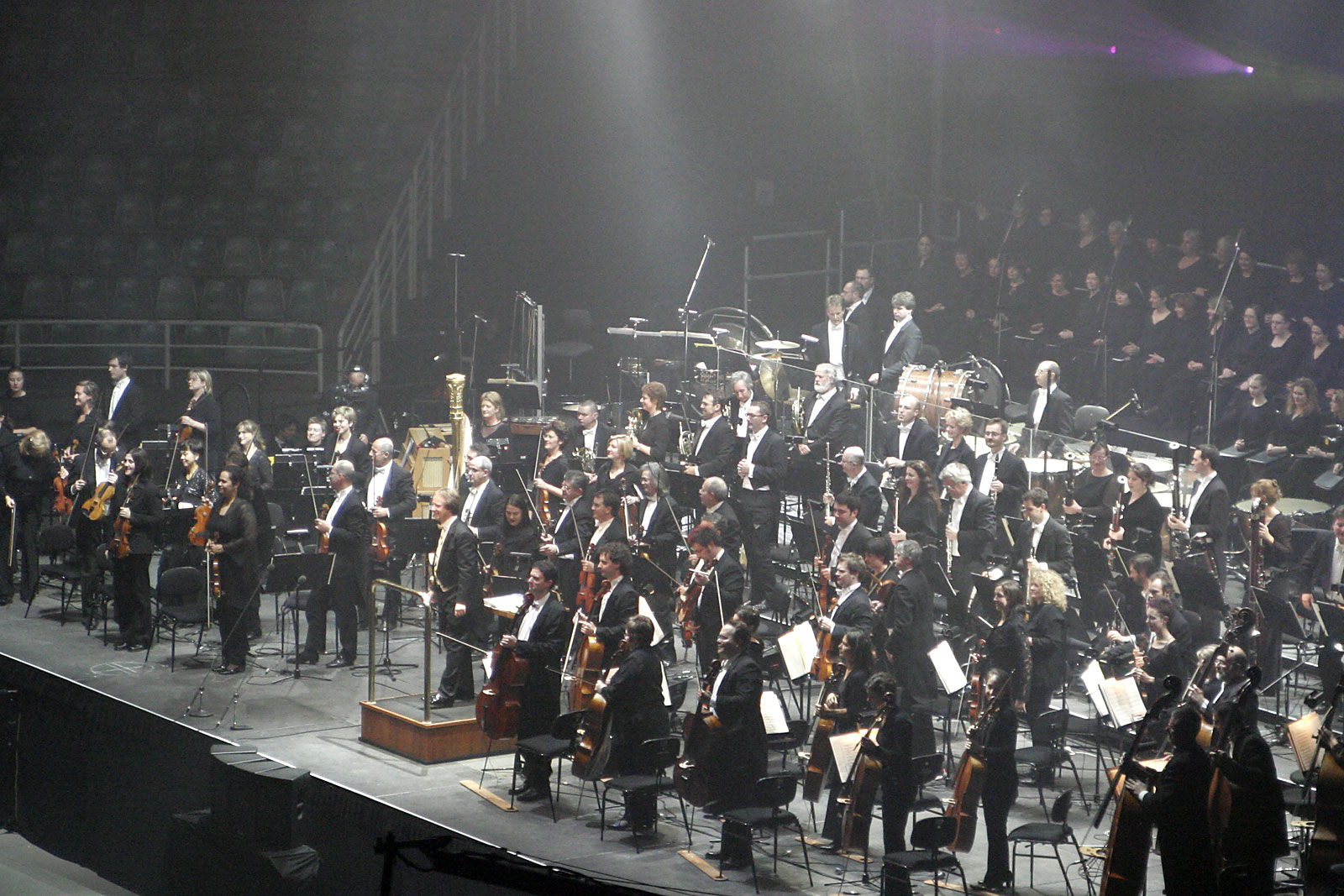
الجوق السمفوني ملبورن السمفونية

الجوق السمفوني (بالإنجليزية: Orchestra)‏ هي مجموعة من عازفي الأدوات الموسيقية في المسارح الأوروبية وخصوصا الإغريقية وغالبا ما تكون مجموعة كبيرة تضم ما يقارب المائة عازف لمختلف الآلآت الموسيقية بشتى أنواعها، كالآلآت الإيقاعية والآلآت الوترية وآلات النفخ الهوائية وآلات المفاتيح، كما يمكن أن يصاحب الجوق السمفوني مجموعة من المغنيين الداعمين والذين يسمون بالجوقة أو الكورس أو الكورال.قد يسمى الجوق السمفوني بِكبير الحجم والذي يتكون من مائة وعشرة عازفين فأكثر الجوق السمفوني (بالإنجليزية:  Symphony Orchestra or Orchestra Philharmonic)‏ وقد يتكون الجوق السمفوني أحيانا من عدد أقل من العازفين كأن يكون أربعين عازفا أو أقل، وفي هذه الحالة تسمى أوركسترا الغرفة أو أوركسترا الحجرة (بالإنجليزية: Chamber orchestra)‏ وفي الواقع فإن عدد أفراد الجوق السمفوني قد يختلف تبعا للعمل الموسيقي المؤدى والآلات المطلوبة لذلك العمل فمثلا بعض الأعمال الموسيقية تتطلب وجود خمسين أو ثمانين عازفا بينما بعض الأعمال الموسيقية قد تقتصر على ثمانية أو أربعة عازفين فقط، وفي حالة كون المجموعة أقل من عشر عازفين فلا تُسمَّى هذه المجموعة الجوق السمفوني بل تُسمَّى بحسب عدد العازفين كأن يكون رباعي وتري أو خماسي البيانو أو سداسي أو سباعي أو ثماني.
يقود الجوق السنفوني عادة شخص يدعى بالقائد أو المايسترو (بالإنجليزية: Maestro or Conductor)‏ وهو شخص ذو مركز مرموق ودراية عالية في عالم الموسيقى وغالبا ما يكون متمكنا ومحترفا في العزف على آلة موسيقية أو أكثر، وفي أحيان كثيرة في حالة كون العمل لا يتطلب كثيرا وجود المايسترو فمن الممكن أن ينوب عن المايسترو العازف الأول في الأوركسترا والمسمى كونسيترماستر (بالإنجليزية: Concertmaster)‏ وهو عازف الكمان الذي يجلس في المقعد الأول، وأحيانا يقود الأوركسترا عازف السولو لو كان العمل لآلة سولو مثل كونشيرتو موتسارت للكمان السولو مع الجوق السنفوني من مقام صول الكبير أو صول ماجور أو صول ميجر أو (بالإنجليزية: G Major)‏ وبالألمانية G Dur.

## تكوين الجوق السمفوني

### الآلات الوترية
وتضم ستين عازفاً وهم:
- مجموعة الكمان الأولى: ستة عشرة عازفا
- مجموعة الكمان الثانية: أربعة عشرة عازفا
- مجموعة الفيولا: إثنة عشرة عازفا
- مجموعة الشيللو: عشرة عازفين
- مجموعة الكونترباص: ثمانية عازفين
- الهارب: عازف أو عازفان

### آلات النفخية

#### آلات النفخ الخشبية[5]
- الناي: عازفان اثنان
- البييكولو (الناي الصغير): عازفان اثنان
- الأبوا: عازفان اثنان
- الكلارينيت: عازفان اثنان
- الباصون: عازفان اثنان
- الكور أنغليه: عازف واحد

#### آلات النفخ النحاسية[6]
- الهورن: أربعة عازفين
- الترومبيت: عازفان اثنان
- الترومبون: ثلاثة عازفين
- التوبا: عازف واحد

### الآلات الإيقاعية[7]
- التيمباني: عازفان اثنان
- الطبل الكبير: عازف واحد
- الطبل الصغير: عازفان اثنان
- مثلث: عازف واحد
- صنج: عازف واحد

وقد تضم الأوركسترا في بعض الأحيان بيانو أو أرغن
هذه الأرقام ليست ثابتة فهي تعتمد على العمل وعلى المؤلف وعصره فأوركسترا موتسارت يختلف في الحجم عن أوركسترا بيتهوفن، وأوركسترا بيتهوفن في أعماله الأولى مثل السمفونية الأولى يختلف عن أوركسترا بيتهوفن في أعماله الأخيرة مثل سمفونيته التاسعة، فمثلا في أوركسترا موتسارت يكون عدد الآلات الوترية هي 6 كمان أول و5 كمان ثاني و4 فيولا و3 شيللو و2 كونتراباص، كذلك الحال مع آلات النفخ فأيضا تعتمد على المؤلف وعلى العمل نفسه فممكن أن نجد في عمل لمؤلف يستخدم آلتي ترومبيت وفي عمل آخر لنفس المؤلف يستخدم 4 ترومبيت، وكذلك الحال مع الآلات الإيقاعية فمثلا في عمل لنفس المؤلف ممكن أن يستخدم تيمباني من طبلين وفي عمل آخر ممكن أن يستخدم تيمباني من ثلاثة أو أربعة طبول، أما باقي الآلات الإيقاعية فأيضا يعتمد على العمل والمؤلف والعصر.

## أنواع فرق الأوركسترا
تختلف فرق الأوركسترا في عددها وتنظيمها قليلاً حسب العمل الموسيقي، ففي أعمال الأوبرا والباليه تجلس الفرقة في المكان المخصص لها وهو ليس منصة المسرح وإنما المكان المخصص للعازفين ضمن صالة المسرح بينما في الفرق السمفونية والفرق الموسيقية الأخرى فتجلس الفرقة على منصة المسرح.
الأوركسترا السمفونية الكبيرة تتميز الأوركسترا السمفونية الكبيرة بتفاصيل دقيقة من حيت التنظيم، تتألف من أكثر من مئة عازف يؤدي كل واحد منهم دوره بمنتهى التناغم والإتقان ودون أي خطأ من أجل إيصال العمل الموسيقي كاملا وسليما لآذان الجمهور المستمعين. فعندما تنتهي عملية بظ (درونة) الآلات ويسكت ضوضائها. ينتظم كل شيء وتتآلف الأصوات وتتضح الألحان وهنا تنطلق روعة المسيقى.
أمام كل عازف قمطر (مقرأ) يحمل الدور المكتوب الذي يؤديه. وهذا معناه أنه تتنوع الأدوار بتنوع الآلات، فالكمان لا يعزف كمثل اليراعة أو النفير، والطبلة لا تعزف مثل الفيولونسيل. وهكذا تصل إلى أذن السامع ألحان جميلة تجعله يتفاعل معها بخياله وحواسه.
أوركسترا الجاز
أوركيسترا الوتريات